# Páez, Boyacá
Páez là một thị xã và đô thị ở Departamento Boyacá, thuộc phân vùng Lengupá.